# Amy LePeilbet
Amy Elizabeth LePeilbet (Spokane, Washington, 12 de marzo de 1982) es una entrenadora de fútbol y exfutbolista de la selección femenina de Estados Unidos. Fue la entrenadora interina del desaparecido Utah Royals FC de la National Women's Soccer League de Estados Unidos. Se graduó en la Universidad Estatal de Arizona.
- Datos: Q445371
- Multimedia: Amy LePeilbet / Q445371